# Mèze
Mèze là một xã trong vùng Occitanie, thuộc tỉnh Hérault, quận Montpellier, tổng Mèze. Tọa độ địa lý của xã là 43° 25' vĩ độ bắc, 03° 36' kinh độ đông. Mèze nằm trên độ cao trung bình là 20 mét trên mực nước biển, có điểm thấp nhất là 0 mét và điểm cao nhất là 75 mét. Xã có diện tích 34,59 km², dân số vào thời điểm 1999 là 7630 người; mật độ dân số là 220 người/km².

## Thông tin nhân khẩu
| 1962  | 1968  | 1975  | 1982  | 1990  | 1999  |
| ----- | ----- | ----- | ----- | ----- | ----- |
| 4.546 | 5.005 | 5.508 | 5.742 | 6.502 | 7.630 |